# Zofia Strzałkowska
Zofia Strzałkowska (ur. 2 lutego 1861 w Skrzynce, zm. 29 grudnia 1923 we Lwowie) – polska nauczycielka, działaczka oświatowa i społeczna, założycielka Zakładów Naukowo-Wychowawczych żeńskich we Lwowie, pisarka.

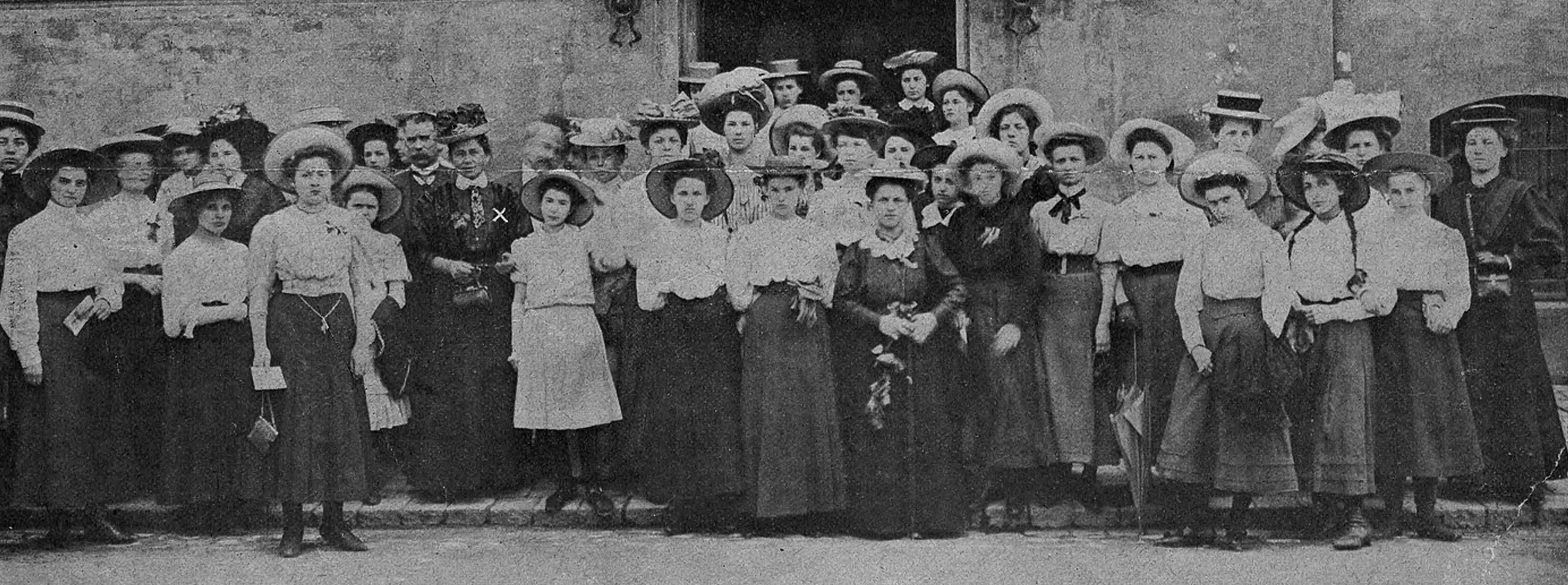
Zofia Strzałkowska (x) wraz z gimnazjalistkami na wycieczce w Krakowie (1908)

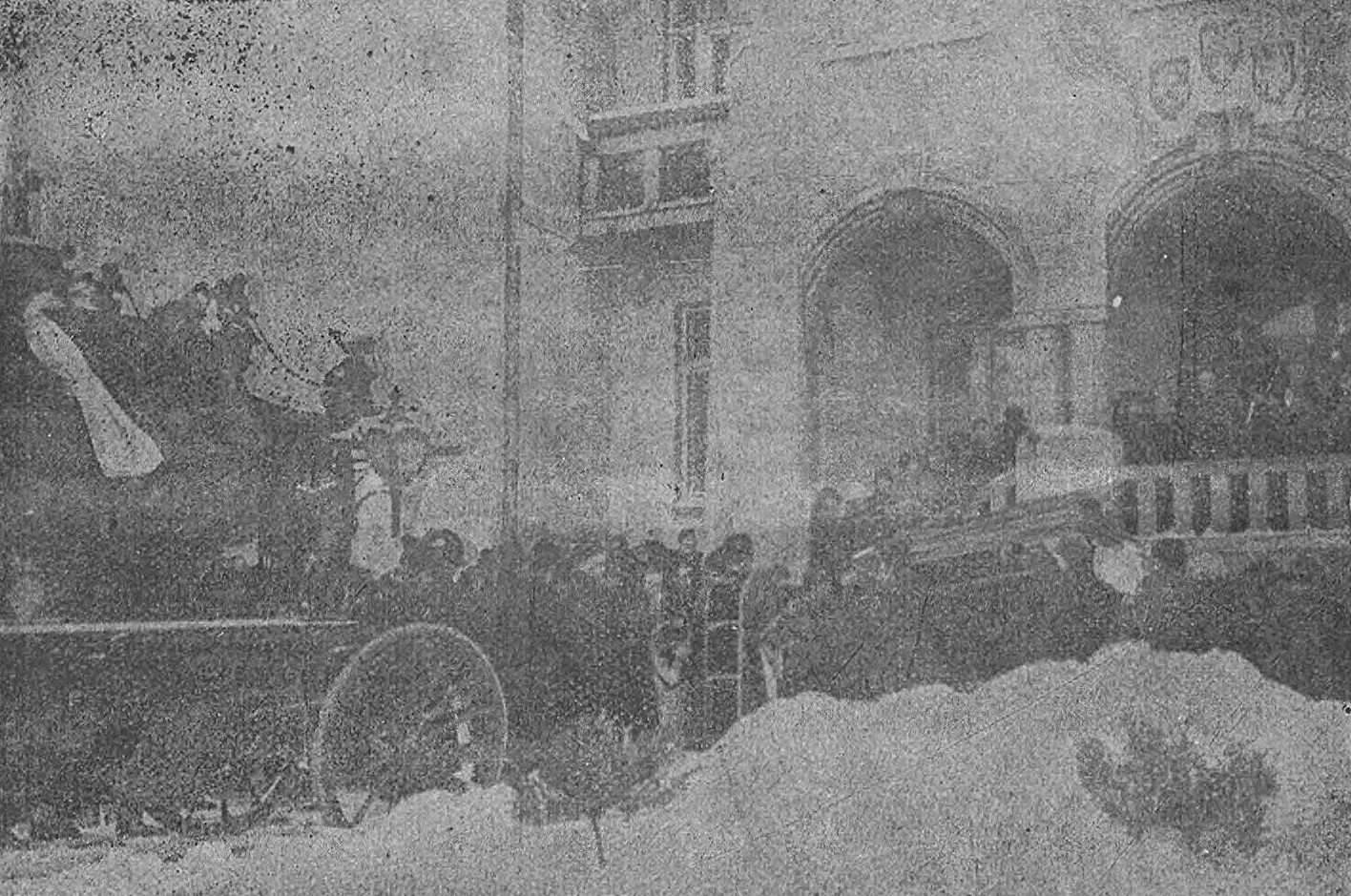
Pogrzeb Zofii Strzałkowskiej przy budynku Zakładu

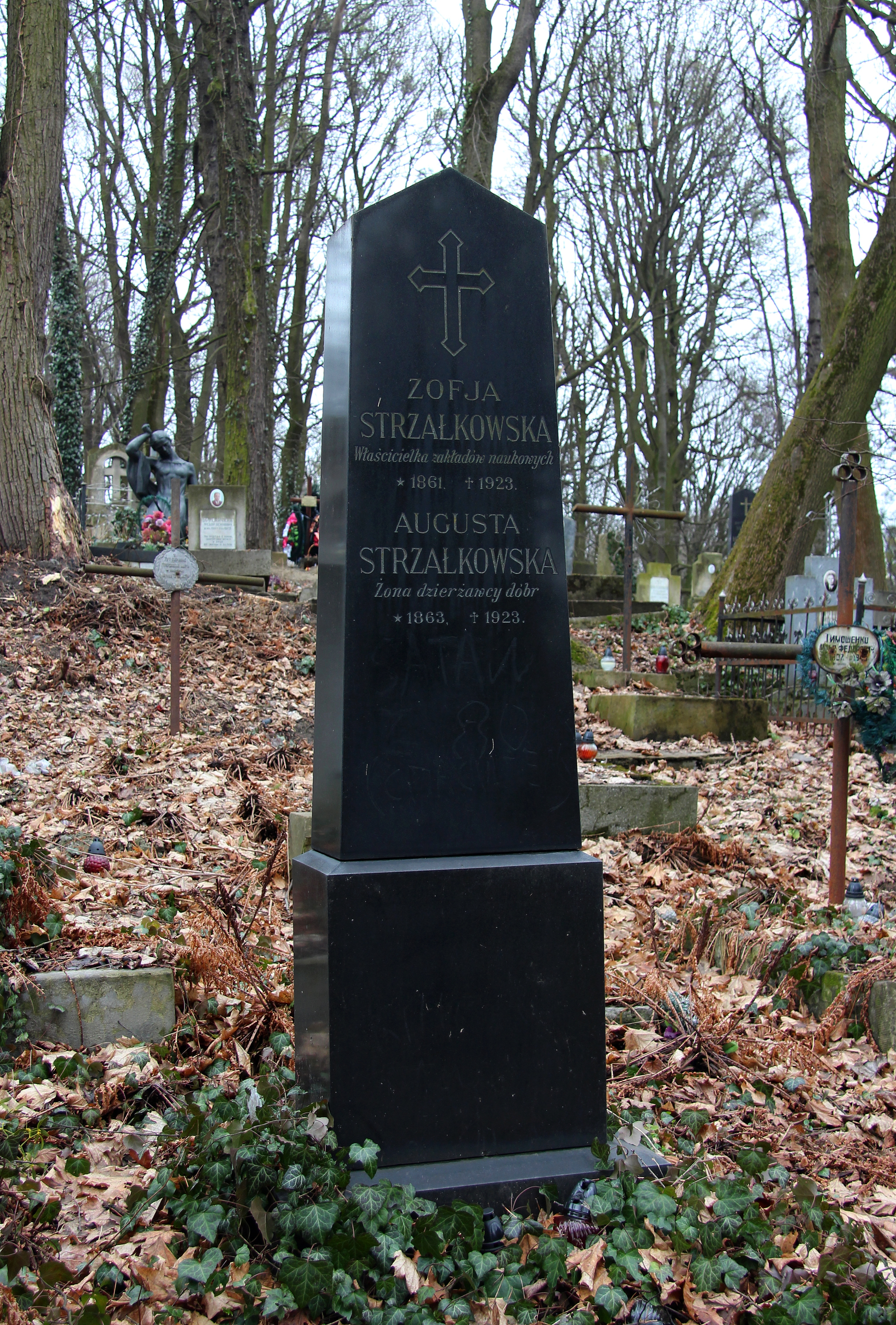
Nagrobek Zofii Strzałkowskiej

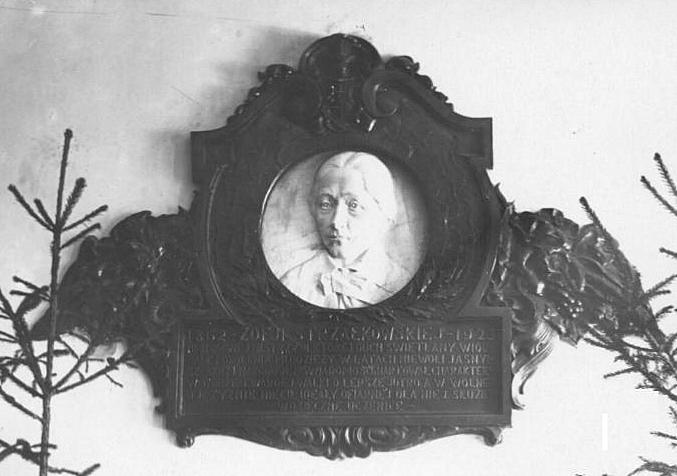
Plakieta upamiętniająca Zofię Strzałkowską w westybulu gmachu szkoły (1924)

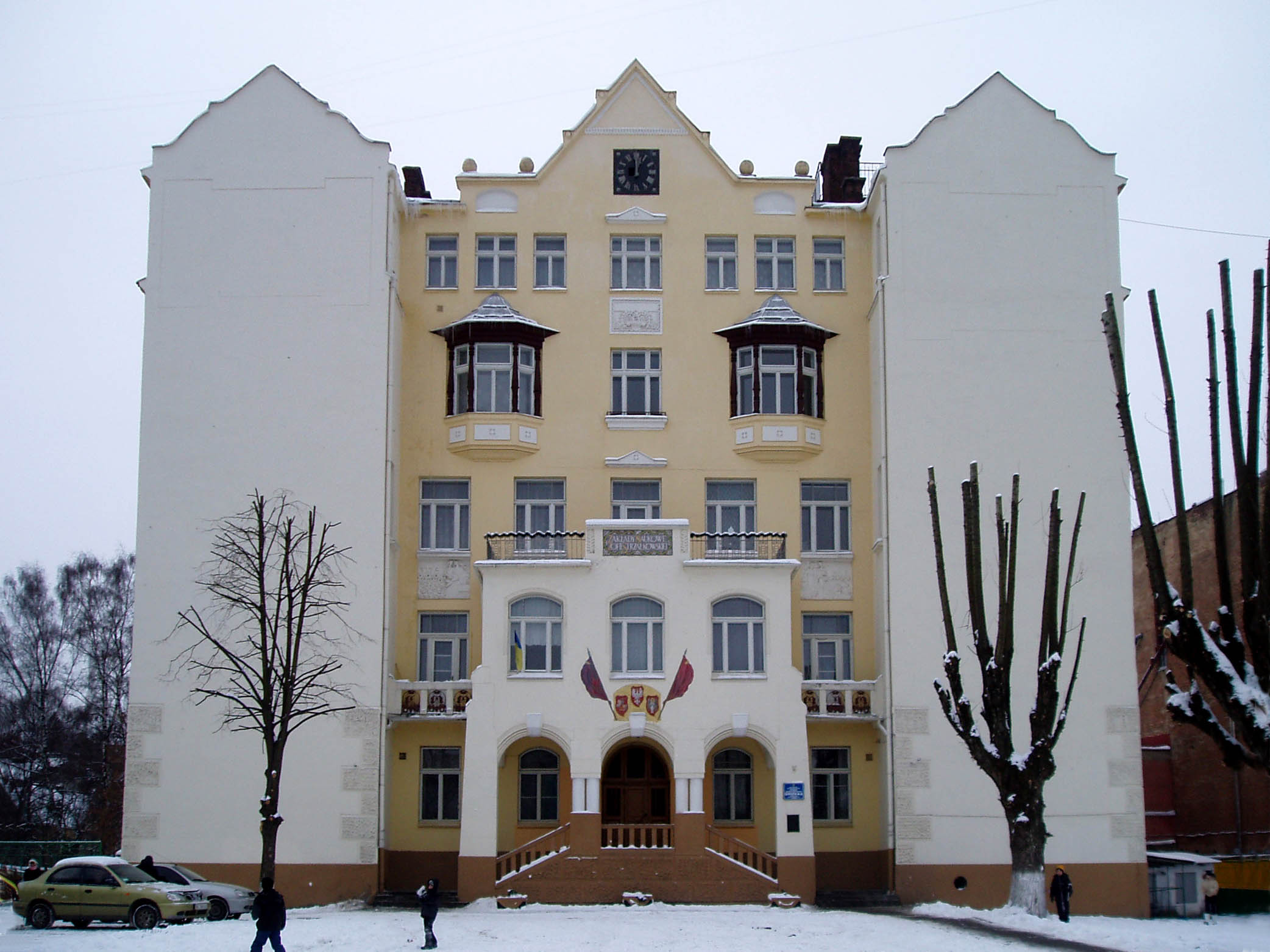
Gmach zakładu (2012)

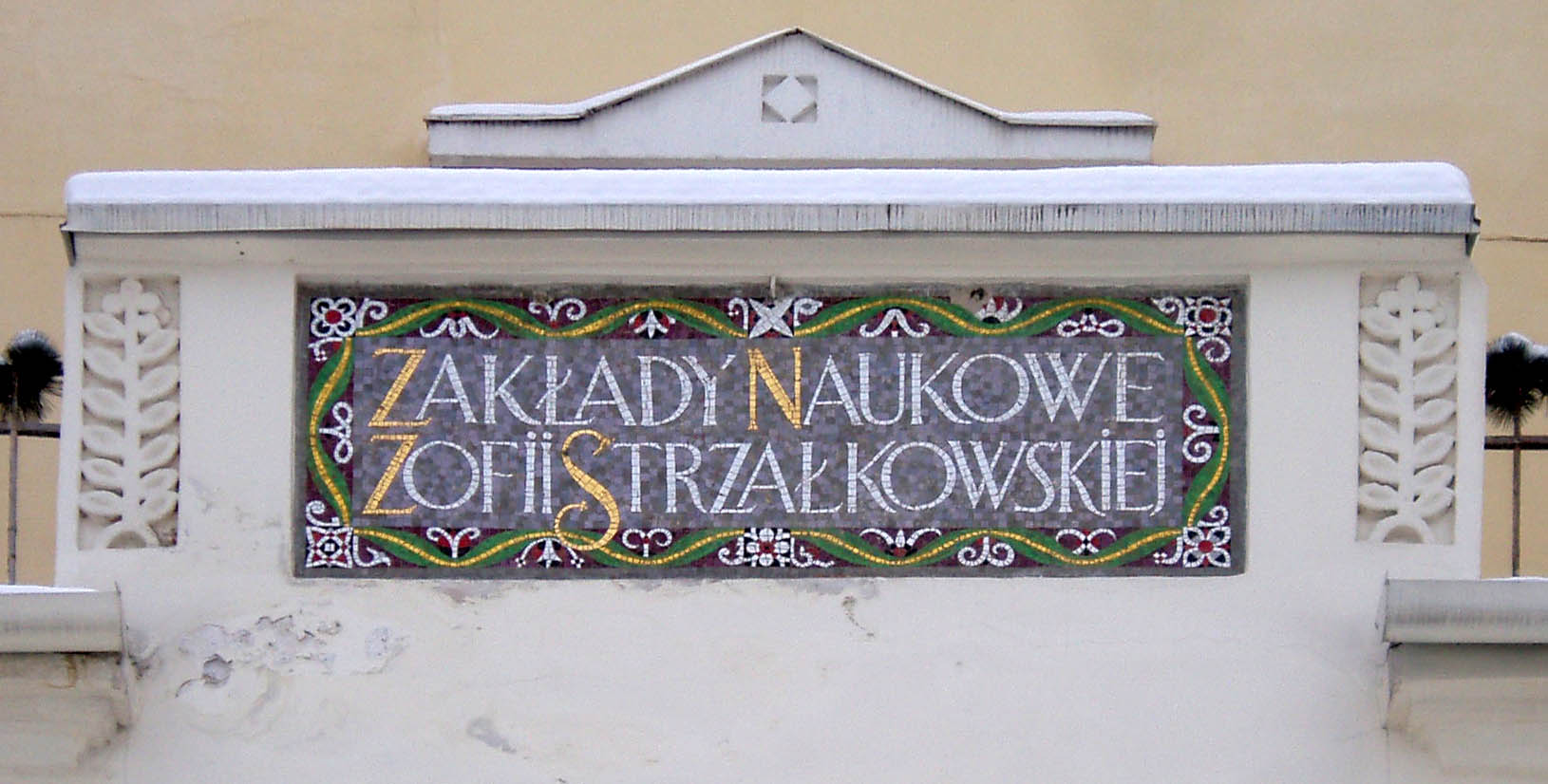
Pozostała nazwa szkoły na elewacji

## Życiorys
Urodziła się 2 lutego 1861 w Skrzynce nad Wisłą. Była córką właściciela ziemskiego. Wychowywała się w rodzinnym dworze szlacheckim w Skrzynce. Po utracie majątku przez ojca mieszkała z rodziną w Lubience pod Tarnowiem oraz w Skorzowie na ziemi kieleckiej. W dzieciństwie zajmowała się hodowlą drobiu i uczyła się rachunków samodzielnie pod opieką ojca. Od 15 roku życia zamieszkiwała u swojej ciotki Grosiewiczowej we Lwowie, prowadząc jej gospodarstwo. Jednocześnie uczyła się konsekwentnie. Po kilku latach zdała patent egzaminu dojrzałości oraz egzamin dla szkół ludowych.
Początkowo pracowała w swoich rodzinnych stronach, w etatowej szkole mieszanej 4-klasowej w Zakliczynie od około 1878 jako nauczycielka prowizoryczna. Następnie uczyła w Tarnowie przez trzy lata, od około 1880 jako zastępca nauczyciela w szkole wydziałowej żeńskiej w Tarnowie (w tym samym charakterze pracowała tam także Kamila Strzałkowska). W tym okresie, wciąż dokształcając się, zdała egzamin wydziałowy. Udzielała się także w pracy literackiej publikując w „Roczniku Samborskim” utwory poetyckie na przełomie 1879/1881. Dążąc do dalszego doskonalenia zrezygnowała z pracy w Tarnowie i przeniosła się do Krakowa. Tam pracowała jako prywatna nauczycielka i była słuchaczką na Uniwersytecie Jagiellońskim. Jednocześnie nadal spełniała się w sferze literackiej oraz w życiu artystycznym. Od 1892 ponownie zamieszkała we Lwowie, gdzie zarabiała ucząc prywatnie i w pensjonacie Kamili Poh. Uczęszczała także na wykłady na Uniwersytecie Lwowskim. W 1894 ukierunkowała się ostatecznie w stronę pracy oświatowej, idąc za sugestią swej ciotki, namawiającej do założenia szkoły i pensjonatu (do tego czasu rozważała wybór literackiej drogi życiowej). W ówczesnych latach zaboru austriackiego brakowało wartościowych szkół żeńskich, a istniejące nie odpowiadały wymaganiom społecznym.
W 1893 osiadła we Lwowie. Jej celem było stworzenie kursów naukowych dla dziewcząt, umożliwiających im wstęp na uniwersytet. Była założycielką i właścicielką otwartej w 1895 „szkoły średniej sześcioklasowej żeńskiej”. Funkcjonowały tzw. „Wyższe kursa naukowe dla kobiet” i przygotowawczy dwuletni kurs gimnazjalny, a następnie zrealizowano plan pełnej szkoły średniej, która została zatwierdzona przez C. K. Radę Szkolną 1 września 1898. Tym samym była to pierwsza na ziemiach polskich szkoła średnia dla dziewcząt z gimnazjalnym programem nauczania. Zakład został później przekształcony w „Prywatne Gimnazjum Żeńskie Zofii Strzałkowskiej we Lwowie”, a około 1912 szkoła w „Zakład Naukowy Żeński z prawem publiczności Zofii Strzałkowskiej we Lwowie”. Do 1913 zakład mieścił się przy ulicy Pańskiej 16, a od 1913 we własnym, czteropiętrowym budynku przy ulicy Zielonej 22. Przed 1914 Strzałkowska pozostawała właścicielką oraz przełożoną zarówno zakładu gimnazjum jak i działającego tamże od 1906 seminarium nauczycielskiego (w seminarium prowadziła ćwiczenia praktyczne, uczyła metodyki i geografii). W Zakładach Naukowych Zofii Strzałkowskiej działała także szkoła ludowa, wobec czego cała instytucja obejmowała wszystkie typy szkolne, a jej założycielka uchodziła za pionierkę w dziedzinie wychowania kobiecego. Wśród swoich uczennic i wychowanek cieszyła się czcią i uwielbieniem. Do końca życia uzupełniała swoją wiedzę regularnym dokształcaniem się, a także odbywała wyjazdy zagraniczne w tym celu. Wychowywanie uczennic prowadziła w duchu patriotycznym. Zamiarem Strzałkowskiej prowadzono nauczanie w szkole w duchu filareckich zasad „Ojczyzna, nauka, cnota”. Jej nakładem wydawano coroczne sprawozdania szkolne z funkcjonowania zakładu. Przed 1913 zostało ustanowione Stypendium im. Zofii Strzałkowskiej, ufundowane przez Komitet Rodzicielski szkoły dla niezamożnych uczennic.
Po wybuchu I wojny światowej od sierpnia 1914 udzielała się w polskiej sprawie niepodległościowej. Udostępniła gmach szkoły na potrzeby formującego się Legionu Wschodniego. W dalszej kolejności planowała oddać budynek szkoły Czerwonemu Krzyżowi, po czym samodzielnie założyła w jego murach szpital polowy na 60-80 łóżek, który działał do czasu wkroczenia armii rosyjskiej 3 września 1915. Zdołała ponownie otworzyć naukę, jednak szkoła została zamknięta przez władze okupacji rosyjskiej. Wobec tego skierowała się na inne pole działalności społecznej i humanitarnej, otwierając w październiku 1914 „Tanią Kuchnię dla Inteligencji”, prowadzoną w gmachu „Sokoła-Macierzy” (dziennie w tej placówce pojawiało się ok. 1500 osób). Jednocześnie nadal zabiegała o podjęcie pracy swojej szkoły, co zostało uwieńczone powodzeniem i 5 marca 1915 Zakłady Naukowo-Wychowawcze ponownie otwarto. Była krytycznie nastawiona do działań wszystkich władz zaborczych i występowała wobec nich godnie reprezentując sprawę polską. Była krótkotrwale zatrzymana na policji. Postanowieniem cesarza Franciszka Józefa z 5 lipca 1917 została odznaczona Złotym Krzyżem Zasługi Cywilnej z koroną. W akcie protestu po zawarciu pokoju brzeskiego (9 lutego 1918) odesłała do kancelarii cesarskiej to odznaczenie.
U kresu wojny, podczas bitwy o Lwów w ramach wojny polsko-ukraińskiej nie uległa żądaniom dowódcy ukraińskiego co do usunięcia polskiego godła i herbów z gmachu szkoły, odpowiadając słowami: Posłuch winnam jedynie polskim władzom!. W czasie obrony Lwowa uczestniczyła w obradach Komitetu Polskiego. Po wyzwoleniu miasta brała udział w pracach Polsko-Amerykańskiego Komitetu Pomocy Dzieciom. W macierzystym zakładzie w pierwszych trzech latach powojennych organizowała i nadzorowała dożywianie dziewcząt. Latem 1919 osobiście prowadziła letnią kolonię w Zakopanem dla 137 uczennic. Po wybuchu wojny polsko-bolszewickiej działała na rzecz sprawy polskiej, pracując w Komitecie Pomocy Żołnierzom Polskim i dotując jego fundusz, a także gromadziła w szkole ochotników. Po pełnym odzyskaniu przez Polskę niepodległości planowania opracowanie nowego typu gimnazjum z uwagi na nieskuteczny plan nauczania w szkole średniej żeńskiej, pierwotnie opracowany dla gimnazjum męskiego.
Pozostawiła rękopisy swojej pracy pisarskiej, były to utwory dramatyczne (tzw. „komedyjki” w liczbie ok. 40, mające charakter fantastyczny, społeczny i patriotyczny), liryczne, dwie powieści, nowele, rozprawa naukowa, szkice, odczyty. W swoich poglądach nie była entuzjastyczna wobec modernizmu, krytykowała nieodpowiednie przejawy emancypacji kobiet.
Zmarła po długiej i ciężkiej chorobie 29 grudnia 1923 we Lwowie. Pogrzeb odbył się 1 stycznia 1924 z budynku Zakładu przy ul. Zielonej 22. Została pochowana na Cmentarzu Łyczakowskim we Lwowie. Po jej śmierci przy Zakładach Naukowych współpracowali państwo Strzałkowscy, opiekujący się m.in. szkołą muzyczną i wspierający całość zakładu, Stanisław Strzałkowski był fundatorem różnych akcji, Maria Strzałkowska była przełożoną pensjonatu. W grobie Zofii Strzałkowskiej została pochowana Augusta Strzałkowska, żona dzierżawcy dóbr (1863-1923).

## Upamiętnienie
Według wspomnienia dr. Anny Wyczółkowskiej życie Zofii Strzałkowskiej było hymnem na cześć kobiety. Pod koniec 1924 w westybulu gmachu Zakładów Naukowych odsłonięto plakietę – tablicę pamiątkową upamiętniającą jej osobę. W latach II Rzeczypospolitej szkoła funkcjonowała jako „Zakłady Naukowe żeńskie z prawem publiczności im. Zofii Strzałkowskiej”, natomiast od 1938 jako „Prywatne Gimnazjum Żeńskie im. Zofii Strzałkowskiej we Lwowie”. 24 listopada 1934 uroczyście ustanowiono ulicę Zofii Strzałkowskiej w Warszawie, powstałej w wyniku przemianowania ul. Czereśniowej.

## Pisarstwo
- Z życia (1881, powieść poetycka)[8]
- Obraz dramatyczny z czasów Konfederacji Barskiej (1882, dramat)[8]
- Z doli wygnańców (1895, poemat)[8]
- O wychowaniu dzieci (w: Sprawozdanie Dyrekcyi Prywatnego Gimnazjum Żeńskiego Zofii Strzałkowskiej we Lwowie za rok szkolny 1909/10; przekład eseju Michela Montaigne'a z 1906)
- Szlachcianka (szkic powieściowy)[8]
- Z prądów nowszej dramaturgii (rozprawa)[8]

Utwory dramatyczne („komedyjki”)
| Fantastyczne - Baśń tęczowa - Sen dziewczynki - Przebudzenie wiosny - Zemsta kwiatów - Sen chłopczyka - Święty Mikołaj |  | Społeczne - Feministki - Dziennik mówiony - Strajk - Kwiat paproci - Kwestia kobieca |  | Patriotyczno-dydaktyczne - Rok 1863 - Wspomnienia babuni - Marzenia wnucząt - Rocznica bitwy racławickiej - Zakończenie roku szkolnego - Kto pod kim dołki kopie... - Pokusa - Przed stu laty - Po stu latach - Szkoła gospodarstwa |